# Navasfrías
Navasfrías – gmina w Hiszpanii, w prowincji Salamanka, w Kastylii i León, o powierzchni 59,96 km². W 2011 roku gmina liczyła 508 mieszkańców.